# 김성제 (프로게이머)
김성제(金誠帝, 1984년 2월 8일 ~ )는 대한민국의 전 스타크래프트 II 프로게이머이다. Rainbow라는 아이디를 사용하며, 종족은 테란이다. 스타크래프트 선수 시절 프로토스 리버(reaver) 유닛을 잘 다루는 것으로 유명하였다.

## 선수 이력

### 스타크래프트
2001년 IS에 입단하며 프로게이머 생활을 시작했다. 2002년과 2003년 동양 오리온팀과 4U의 창단멤버로 활동하였으며 이후 팀이 SK텔레콤 T1으로 재창단되며 SK텔레콤 T1 소속으로 활동하였다.
스타일리쉬 프로토스 중 1명, 동시대 때 활동했던 강민(은퇴)에 묻혀 리버의 달인이라는 이미지가 강하게 박혀있지만 특이한 플레이를 한 선수중 1명이다.
2003년 10월 MBC 게임 2차 마이너리그 H조 3경기에서 차재욱(은퇴)에게 방송 최초 마인드컨트롤을 사용하여 2가지 종족을 보여준 선수로도 유명하다.
이때는 사실상 김성제의 첫 전성기라고 말할 수 있는데 비록 MSL엔 진출하지 못했으나 본인의 첫 스타리그인 NHN 한게임 스타리그에 진출 했고
박경락, 베르트랑, 이윤열과 한 조가 되었다.
박경락에게 패했지만 이윤열을 격파하는 듯 임팩트 있는 모습을 보여줬고 랜덤으로 출전한 베르트랑에게 승리하며 2승1패를 기록했으나 베르트랑이 3패로 탈락이 확정되며 3자 재경기가 이루어졌고
결국 재경기에서 박경락, 이윤열에게 연달아 패배하며 2승1패를 거두었음에도 첫 스타리그에서 탈락을 하고 만다.
그 후 차기 스타리그인 질레트 스타리그에도 진출을 확정지었고 또 다시 이윤열과 한조가 되었고 저번 시즌과 같이 이윤열에게 승리를 거뒀지만
나도현, 박태민에게 연달아 패배, 개인리그와는 인연이 없었으나 프로리그와 팀리그에서는 꾸준히 팀에 공헌하는 모습을 보여주었다
한동안 별다를 것 없이 단체적에만 출전하던 김성제는 2005년 CYON MSL 진출과 듀얼토너먼트에 진출하는 등 기량향상을 보여주며
양대리거에 기반을 삼았다.
이 시기는 김성제의 2번째 이자 마지막 전성기라고 볼 수 있는 구간이다. CYON MSL은 더블엘리미네이션으로 진행되던 마지막 리그였는데
16강에서 조용호와 만나 패배한 뒤 패자전으로 내려가 당시 준우승을 하던 이병민과 만나 희대의 명경기를 연출하였다
특히 2경기 알포인트에서 김성제 본인의 스타일을 확실히 보여주는 경기가 되었다. 장기인 리버를 활용과 견제토스라는 본인만의 스타일을 일궈낸 결과
이병민의 일꾼을 1기만 남기는 명경기를 연출하며 3경기 역전승을 따내며 패자 2차전에 진출 하였고
2차전에선 퍼펙트테란 서지훈을 2대0으로 완파하며 김성제 공식전 커리어 최초로 8강에 진출하는 모습을 보였다.
그러나 영웅토스 박정석을 만나 1대2로 패배하며 김성제의 불꽃은 여기까지 마무리 되었다.
이때 김성제가 활동했던 역대 가장 좋은 실력과 성적을 보여준 대회로써 4강까지는 갈 수 있지 않았나라는 팬으로써의 아쉬움이 남아있는 대회였다.
탈락 후 신한은행 스타리그에 진출, 프링글스 MSL에 진출하여 양대리거가 되었으나 양 대회 모두 16강 탈락하며 그의 전성기가 마무리 되었다.
2006년 시즌제로 펼쳐진 신한은행 스타리그 시즌1에 진출, 김남기, 염보성, 이병민과 한조가 되어 1승2패를 기록, 와일드카드전에 진출하였으나
당시 컴퓨터 같은 움직임으로 의욕없는 모습을 보여주며 팬들에게 놀림을 받았고 불명예를 안게되었다.
그 후 SK텔레콤이 오버트리플크라운을 달성하는 등 엄청난 대업을 달성하였지만 그 이후 2006년 스카이프로리그 후기리그에서 SK텔레콤이 전체적으로
내려앉았다. 임요환의 군입대와 주축이었던 박용욱, 최연성, 전상욱, 박태민 등의 부진이 이와같은 이유였으나 오직 김성제만이 괜찮은 성적을 보여주며
이후 억대연봉을 받는 이유가 되었다.
하지만 김성제는 부진했던 최연성, 박용욱에 비해 많은 출전시간이 보장되지 않았다
그 이유는 2007년으로 가게 되는데 팀이 부진할 때 허락을 받고 비욘세 콘서트를 보러가게 되었고 엎친데 덮친격으로 전상욱의 부친상이 겹쳐지며 김성제에게 악재가 들었다.
부친상의 소식을 듣지 못한 김성제는 그 당시 팬들에게 비난을 받게 되었고 결과 3군으로 떨어지는 게이머로써 최대 위기를 맞게 된다.
이 때 김성제는 대인기피증 및 은퇴를 생각했다고 한다. 2008년, 주훈 감독 및 서형석 코치 등 성적 부진으로 스태프 전원경질되고
MBC게임 코치였던 박용운이 감독을 맡게 되었고 개인적 친분이 있었던 김성제를 회유한다.
기량유지와 팬들에게 모습을 보여주기 위해 아프리카방송과 연동하며 연습했던 김성제는 2008년 6월 인쿠르트 스타리그를 시작으로 부활의 날개짓을 시작했다.
비록 예선 통과는 못했으나 결승전에 진출하여 신상호에게 1:2 패배를 겪었는데
이후 인터뷰 과정에서 팀이 부진할 때 팀내 랭킹전 1위였던 본인이 출전하지 못했던 이유는 개인리그에 진출 한 선수들 위주로 엔트리가 짜여졌다는게
원인이었다고 한다. 게다가 주훈 감독과 서형석 코치가 소홀함 등 여러가지가 겹쳐 게임에 대한 의욕이 사라진 것도 있다고 한다.(이후 서형석 코치는 인터뷰로 해명했다)
이 인터뷰로 안좋은 이미지가 오해라는게 밝혀졌고 팬들은 김성제를 응원했다.
그러나 김택용, 도재욱 등 막강한 후배들이 승승장구 있었고 팀에서 더 이상 본인의 자리가 없다고 생각한 김성제는 2008년 9월 차재욱, 박성준(삼성)과 함께 공군에이스에 지원
하였으나 차재욱이 뽑히면서 좌절되었고
2009년 2월 이건준, 박대경과 함께 게이머 생활을 마무리한다.

### 스타크래프트 II
2010년부터 STARTALE 팀에 입단하여 테란으로 종족변경하고 스타크래프트 2 게이머로 활동하고 있다. TG삼보-인텔 스타크래프트 II OPEN Season 1에서는 Hopetorture라는 아이디로 김원기)와 결승전에서 만나 준우승을 하였고 소니 에릭슨 스타크래프트 II OPEN Season 2에서는 4강 진출, 시즌 3에서는 스타테일레인보우라는 아이디로 64강에 진출했다. 2012년 6월 26일 부로 군에 입대해서 군복무 중이므로 잠시 게이머로 활동을 중단했다.

## 수상 경력
스타크래프트 II : 프리미어 개인리그 준우승 1회

### 스타크래프트

#### 개인전 전적
- 2002년 Pepsi Twist 2002 KPGA Tour 3차리그 Xtra Match 8강
- 2002년 ghemtv 스타리그 3차리그 8강
- 2003년 KBK 제주 국제 Game Festival 우승 (문화부 장관상 수상)
- 2003년 iTV 5차 랭킹전 3위
- 2003년 NHN 한게임 스타리그 16강
- 2003년 KT-KTF 프리미어리그 출전
- 2004년 KT-KTF 프리미어리그 출전
- 2004년 질레트 스타리그 16강
- 2005년 제1회 2005 대한민국 e스포츠대상 기량 향상
- 2005년 CYON MSL 시즌 패자 1차 4강
- 2006년 프링글스 MSL 시즌1 패자 2차 8강
- 2006년 신한은행 스타리그 16강
- 2006년 신한은행 스타리그 시즌1 24강
- 2008년 TG삼보 인텔 클래식 시즌2 64강

#### 단체전 전적
- 2003년 KTF EVER 프로리그 우승
- 2004년 LG IBM TEAM LEAGUE 우승
- 2004년 SKY PROLEAGUE 2004 준우승
- 2004년 투싼 MBC GAME TEAM LEAGUE 우승
- 2005년 SKY PROLEAGUE 2005 전기리그 우승
- 2005년 SKY PROLEAGUE 2005 후기리그 우승
- 2005년 SKY PROLEAGUE 2005 그랜드파이널 우승
- 2006년 SKY PROLEAGUE 2006 전기리그 우승
- 2006년 SKY 프로리그 2006 통합챔피언전 준우승

#### 스타크래프트 II
- 2010년 TG삼보-인텔 스타크래프트 II OPEN Season 1 준우승 (vs 김원기 1:4)
- 2010년 소니 에릭슨 스타크래프트 II OPEN Season 2 4강
- 2010년 소니 에릭슨 스타크래프트 II OPEN Season 3 64강
- 2011년 소니 에릭슨 글로벌 스타크래프트 II 리그 January Code S 16강
- 2011년 2세대 인텔® 코어™ 글로벌 스타크래프트 II 리그 March Code-S 32강

## 같이 보기
- 박대경
- 이건준